# Людмила Пайдушакова
Людмила Пайдушакова (на словашки: Ľudmila Pajdušáková) е първата словашка астрономка, регистриран откривател на пет комети.
Прави наблюдения от обсерваторията Скалнате Плесо и е избрана за директор на обсерваторията и на Института по астрономия към Словашката академия на науките в периода от 1958 до смъртта ѝ през 1979 година. От 1962 до 1974 година е председател на Словашкото астрономическо общество.
Специализира соларна астрономия и също така открива пет комети, в това число късопериодичната комета 45P/Honda-Mrkos-Pajdušáková, и непериодичните комети C/1946 K1 (Pajdušáková-Rotbart-Weber), C/1948 E1 (Pajdušáková-Mrkos), C/1951 C1 (Pajdušáková) и C/1953 X1 (Pajdušáková).
На нейно име е наречен астероидът 3636 Пайдушакова, открит на 17 октомври 1982 година от чешкия астроном Антонин Мъркос в обсерваторията Клет.